# 博希尼夫卡
48°29′18″N 36°21′17″E / 48.48833°N 36.35472°E
博希尼夫卡（烏克蘭語：Богинівка），是位於烏克蘭中部的村莊，由第聶伯羅彼得羅夫斯克州裡錫內利尼科韋區的博希尼夫卡市鎮負責管轄，處於薩馬拉河右岸，分別距離博格達諾-韋爾布基、舍夫琴卡0.5公里和亞歷山德里夫卡、澤萊內哈伊1.5公里，海拔高度107米，2001年人口1,073。